# Université de l'Arkansas à Little Rock
 (février 2025).
Si vous disposez d'ouvrages ou d'articles de référence ou si vous connaissez des sites web de qualité traitant du thème abordé ici, merci de compléter l'article en donnant les références utiles à sa vérifiabilité et en les liant à la section « Notes et références ».
L’université de l'Arkansas à Little Rock (anglais : University of Arkansas at Little Rock ou UALR) est une université américaine située à Little Rock en Arkansas.
Les Trojans de Little Rock défendent les couleurs de l'université.